# John Dyer
Pour les articles homonymes, voir Dyer.
John Dyer est un peintre et poète gallois de langue anglaise né en 1699 et mort en décembre 1757. 
Originaire du Carmarthenshire, il est destiné au barreau, mais se passionne pour les arts et choisit d'en faire son métier. Il ne subsiste quasiment aucun de ses tableaux, contrairement à ses poèmes. Le plus célèbre est Grongar Hill, paru en 1726.

## Biographie

### Origines

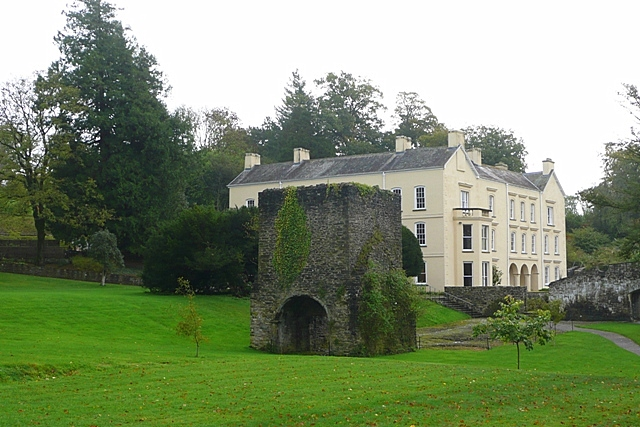
Le manoir d'Aberglasney en 2008.

John Dyer est le quatrième des six enfants de Robert Dyer et Catherine Cocks. Sa date de naissance exacte est inconnue, mais il reçoit le baptême le 13 août 1699 en la paroisse de Llanfynydd, dans le Carmarthenshire, comté du sud-ouest du pays de Galles. Son grand-père y exerce la charge de marguillier, tandis que son père, avocat (solicitor) prospère, possède plusieurs domaines dans la région. La famille Dyer s'installe en 1710 dans l'un d'eux, le manoir d'Aberglasney (en), dans la paroisse voisine de Llangathen. Le jeune Dyer est scolarisé dans une école inconnue de la région avant d'entrer à la Westminster School, alors dirigée par Robert Freind (en). Il en garde un très mauvais souvenir.
Après la Westminster School, John Dyer commence à travailler dans le cabinet de son père. Il se montre doué dans le domaine juridique ; c'est le seul des quatre fils Dyer à faire fructifier ses biens. Robert Dyer compte bien le voir embrasser la même carrière que lui et réprime ses penchants artistiques. Pourtant, à sa mort, en 1720, le père Dyer ne mentionne pas John dans son testament. Ce dernier quitte le pays de Galles dans l'année qui suit pour se faire peintre et poète à Londres.

### Carrière artistique à Londres

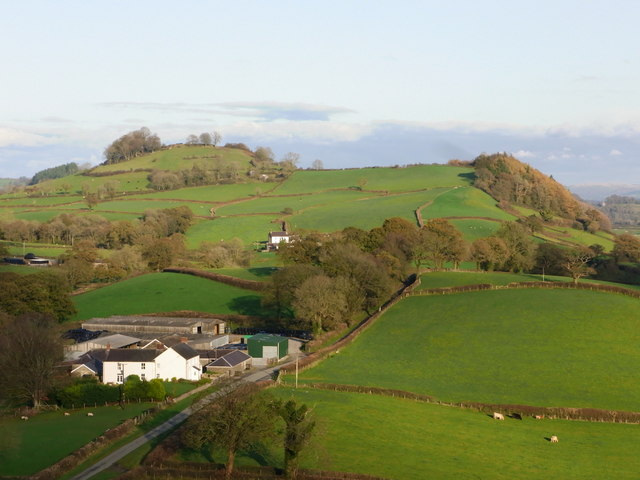
Vue de Grongar Hill depuis le château de Dryslwyn.

À Londres, Dyer devient l'élève du peintre Jonathan Richardson à qui il adresse un de ses premiers poèmes, Epistle to a Famous Painter. Il se lie d'amitié avec le critique Thomas Edwards (en), l'antiquaire Daniel Wray (en) et les peintres George Knapton et Arthur Pond. Ces amis se retrouvent régulièrement dans le café de Serle's Court.
En 1724, Dyer se rend en Italie avec l'accord de son mentor pour poursuivre ses études artistiques. Il découvre les monuments de la Rome antique qui lui inspirent par la suite le poème en vers blanc The Ruins of Rome, paru en 1740. Il visite également Otricoli et Florence avant de rentrer en Grande-Bretagne en 1725. Il entre alors dans l'entourage du critique Aaron Hill et fait la connaissance des poètes Richard Savage et James Thomson.
En 1726, il publie la première version de son poème le plus célèbre, Grongar Hill, qui décrit la colline du même nom (en) située près de son village natal. Il retravaille cette ode pindarique (en) sous la forme de couplets octosyllabiques pour une deuxième publication la même année. Il se brouille durant cette période avec son frère aîné Robert pour des questions d'héritage.

### Fermier et prêtre à la campagne

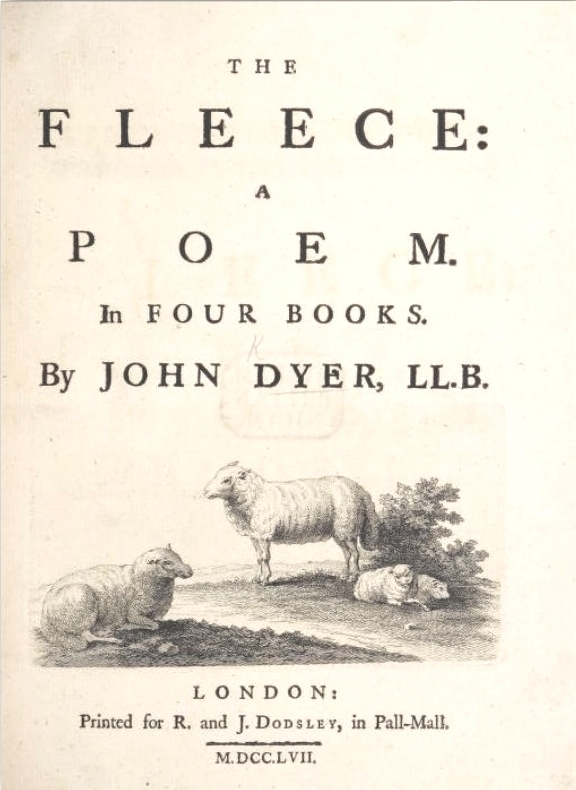
La page de titre de The Fleece.

Dans les années 1730, John Dyer vit dans le Herefordshire, où il travaille dans la ferme de sa tante. Il acquiert en 1738 deux fermes près de Nuneaton, dans le Warwickshire, et se marie la même année avec une jeune veuve originaire de ce comté, Sarah Hawkins (ils ont quatre enfants). Après avoir été ordonné prêtre et diacre, il devient recteur de Catthorpe, dans le Leicestershire, de 1741 à 1751. C'est durant cette période qu'il entreprend sa dernière œuvre poétique d'envergure, The Fleece, une célébration de la production et du commerce de la laine pour laquelle il s'appuie sur son expérience personnelle.
Ayant reçu un Bachelor of Laws de l'université de Cambridge en 1751, il déménage dans le Lincolnshire où des mécènes lui ont trouvé des cures plus lucratives que celle de Catthorpe, à Belchford et à Coningsby. Le climat de cette région marécageuse ne lui réussit pas et il meurt à la fin de l'année 1757, peu après avoir achevé le quatrième et dernier livre de The Fleece. Il est enterré à l'église de Coningsby le 15 décembre 1757.

## Postérité
William Wordsworth lui rend hommage dans son sonnet « To the Poet Dyer », paru en 1815.